# No tengo nada
« No tengo nada» es una canción del cantante español Alejandro Sanz. Fue lanzado el 30 de noviembre de 2018 por Universal Music Spain como el sencillo principal del duodécimo álbum de estudio de Sanz #ElDisco (2019).  La canción llegó al top 10 en Costa Rica y Uruguay.

## Vídeo musical
El vídeo musical de la canción fue lanzado el 29 de noviembre de 2018.

## Listas
| Lista (2018)                  | Cima posición |
| ----------------------------- | ------------- |
| Argentina (Argentina Hot 100) | 70            |
| Costa Rica (Monitor Latino)   | 5             |
| España (PROMUSICAE)           | 19            |
| Uruguay (Monitor Latino)      | 7             |

## Historial de lanzamiento
| Región | Fecha                   | Formato                     | Etiqueta               |
| ------ | ----------------------- | --------------------------- | ---------------------- |
| Varios | 30 de noviembre de 2018 | Descarga digital. streaming | Universal Music España |